# Кубок Ісландії з футболу 2002
Кубок Ісландії з футболу 2002 — 43-й розіграш кубкового футбольного турніру в Ісландії. Переможцем вдруге поспіль став Фількір.

## Календар
| Раунд        | Дата               | Матчі | Клуби   |
| ------------ | ------------------ | ----- | ------- |
| Перший раунд | 22-23 травня 2002  | 21    | 69 → 48 |
| Другий раунд | 3-5 червня 2002    | 16    | 48 → 32 |
| 1/16 фіналу  | 14-15 червня 2002  | 16    | 32 → 16 |
| 1/8 фіналу   | 2-3 липня 2002     | 8     | 16 → 8  |
| 1/4 фіналу   | 21-22 липня 2002   | 4     | 8 → 4   |
| 1/2 фіналу   | 10-11 вересня 2002 | 2     | 4 → 2   |
| Фінал        | 28 вересня 2002    | 1     | 2 → 1   |

## 1/8 фіналу
| Команда 1          | Рахунок       | Команда 2     |
| ------------------ | ------------- | ------------- |
| 2 липня 2002       |               |               |
| Лейфтур/Далвік (2) | 2:1           | Валюр         |
| КР                 | 0:1           | Фрам          |
| Акранес            | 1:0           | Гріндавік     |
| Брєйдаблік (2)     | 2:2 пен. 7:6  | Тор           |
| 3 липня 2002       |               |               |
| Вестманнаейя       | 2:0           | Троттур (2)   |
| Кеплавік           | 3:3 пен. 10:9 | Акранес (U23) |
| Фількір            | 4:1           | Гапнарф'ярдар |
| Стьярнан (2)       | 1:1 пен. 4:5  | Акурейрі      |

## 1/4 фіналу
| Команда 1     | Рахунок | Команда 2          |
| ------------- | ------- | ------------------ |
| 21 липня 2002 |         |                    |
| Фількір       | 4:1     | Акранес            |
| Акурейрі      | 3:0     | Брєйдаблік (2)     |
| 22 липня 2002 |         |                    |
| Вестманнаейя  | 1:0     | Лейфтур/Далвік (2) |
| Фрам          | 3:1     | Кеплавік           |

## 1/2 фіналу
| Команда 1       | Рахунок | Команда 2 |
| --------------- | ------- | --------- |
| 10 вересня 2002 |         |           |
| Вестманнаейя    | 1:2     | Фрам      |
| 11 вересня 2002 |         |           |
| Акурейрі        | 2:3     | Фількір   |

## Фінал
| 28 вересня 2002 |

| Фрам         | 1:3      | Фількір                                   |
| ------------ | -------- | ----------------------------------------- |
| Оттюссон 43' | Протокол | Гісласон 19' Сверріссон 55' Оскарссон 78' |

| Лаугардалсволлур, Рейк'явік Глядачів: 3 376 Арбітр: Егілл Мар Маркуссон |